# Savonsaari (ö i Norra Savolax, Kuopio, lat 62,73, long 28,14)
Savonsaari är en ö i Finland. Den ligger i sjön Suvasvesi och i kommunen Kuopio i den ekonomiska regionen  Kuopio ekonomiska region  och landskapet Norra Savolax, i den centrala delen av landet, 300 km nordost om huvudstaden Helsingfors. Öns area är 40,1 hektar och dess största längd är 1,2 kilometer i sydöst-nordvästlig riktning.